# Уиндъм (окръг, Кънектикът)
Окръг Уиндъм (на английски: Windham County) е окръг в щата Кънектикът, Съединени американски щати. Площта му е 1349 km², а населението – 116 192 души (2016). Няма административен център.